# Division d'Honneur 1932-33
La Primera División de Bélgica 1932/33 fue la 33.ª temporada de la máxima competición futbolística en Bélgica.

## Tabla de posiciones
| Pos | Equipo                      | PJ | PG | PE | PP | GF | GC | Pts | DG  | Notas                    |
| --- | --------------------------- | -- | -- | -- | -- | -- | -- | --- | --- | ------------------------ |
| 1   | Royale Union Saint-Gilloise | 26 | 19 | 5  | 2  | 69 | 22 | 43  | +47 |                          |
| 2   | Royal Antwerp FC            | 26 | 16 | 4  | 6  | 69 | 38 | 36  | +31 |                          |
| 3   | RCS Brugeois                | 26 | 7  | 14 | 5  | 40 | 29 | 33  | +11 |                          |
| 4   | Standard Liège              | 26 | 14 | 3  | 9  | 77 | 56 | 31  | +21 |                          |
| 5   | Liersche                    | 26 | 12 | 6  | 8  | 71 | 42 | 30  | +29 |                          |
| 6   | TSV Lyra                    | 26 | 11 | 6  | 9  | 51 | 54 | 28  | -3  |                          |
| 7   | Beerschot                   | 26 | 12 | 4  | 10 | 51 | 54 | 28  | -3  |                          |
| 8   | Daring Club de Bruxelles    | 26 | 8  | 8  | 10 | 43 | 45 | 24  | -2  |                          |
| 9   | RFC Malinois                | 26 | 8  | 7  | 11 | 49 | 54 | 23  | -5  |                          |
| 10  | Racing Club de Bruxelles    | 26 | 7  | 6  | 13 | 43 | 58 | 20  | -15 |                          |
| 11  | SC Anderlechtois            | 26 | 8  | 4  | 14 | 43 | 57 | 20  | -14 |                          |
| 12  | RC de Gand                  | 26 | 7  | 3  | 16 | 40 | 78 | 17  | -38 |                          |
| 13  | RFC Brugeois                | 26 | 6  | 4  | 16 | 39 | 73 | 16  | -34 | Descenso a la Division I |
| 14  | K Berchem Sport             | 26 | 4  | 7  | 15 | 35 | 60 | 15  | -25 | Descenso a la Division I |

PJ = Partidos jugados; PG = Partidos ganados; PE = Partidos empatados; PP = Partidos perdidos; GF = Goles a favor; GC = Goles en contra; Pts = Puntos; DG = Diferencia de goles